# Nicejsko Carstvo
Nicejsko Carstvo je bila bizantska država u Maloj Aziji. 
Kad su Mlečani i francuski feudalci zauzeli (1204.) Carigrad, taj je grad postao prijestolnicom Latinskoga Carstva. Na bizantskom teritoriju nastaju mnoge državice (Solunska Kraljevina, Atenska Vojvodina, Ahajska Kneževina), koje su povodeći se za europskim Zapadom, bile neovisne od feudalne vlasti u Carigradu. 
Osim tih državica zapadnog tipa pojavile su se i državne tvorevine koje su nastavljale bizantske tradicije. Najvažnije su među njima Trapezuntsko Carstvo, koje se osamostalilo 1204., još prije pada Carigrada, zatim Epirska Despotovina i Nicejsko Carstvo, koje je osnovao Teodor I. Laskaris (car 1204. – 1222.), zet cara Aleksija III. Angela. Odmah po zauzeću Carigrada on je okupio oko sebe bizantske stranke otpora u Maloj Aziji i počeo organizirati novu državu sa sjedištem u Niceji. Zadržavši tradicionalne bizantske ustanove, Nicejsko Carstvo je postalo legitimnim nasljednikom Bizantskoga Carstva. Novo carstvo moralo je voditi borbe s Latinskim Carstvom i njegovim feudalnim tvorevinama, ali i s Trapezuntskim Carstvom i Epirskom Despotovinom. 
Dana 25. srpnja 1261. vojska Nicejskoga Carstva na prepad je zauzela Carigrad. To je kraj Nicejskoga Carstva, a Carigrad je ponovno postao prijestolnicom Bizantskoga Carstva.

## Nicejski carevi
- Teodor I. Laskaris (1204. – 1221.)
- Ivan III. Duka Vatac (1221. – 1254.)
- Teodor II. Duka Laskaris (1254. – 1258.)
- Ivan IV. Duka Laskaris (1258. – 1261.)
- Mihael VIII. Paleolog (sucar 1259. – 1261.; obnovitelj Bizantskog Carstva)

## Vanjske poveznice
- Nikejsko Carstvo Hrvatska enciklopedija
- Nikejsko Carstvo Proleksis enciklopedija